# Castri di Lecce
Castri di Lecce es una localidad italiana de la provincia de Lecce, región de Puglia, con 3.067 habitantes.

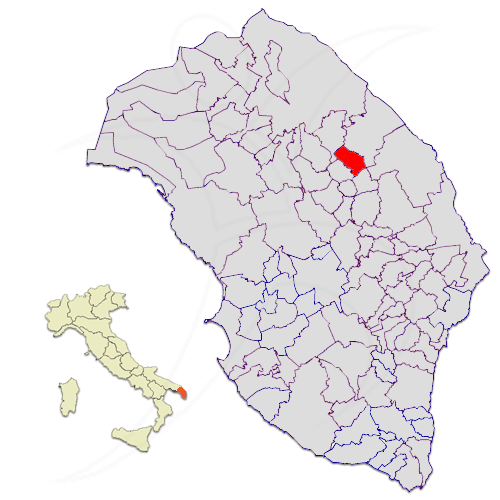
Ubicación de la ciudad de Castri di Lecce dentro de la provincia de Lecce.

## Evolución demográfica
| Gráfica de evolución demográfica de Castri di Lecce entre 1861 y 2001 |
|                                                                       |
| Fuente ISTAT - elaboración gráfica de Wikipedia                       |